# Sainte-Cécile (Manche)
Sainte-Cécile és un municipi francès situat al departament de la Manche i a la regió de Normandia. L'any 2007 tenia 777 habitants.

## Demografia

### Població
El 2007 la població de fet de Sainte-Cécile era de 777 persones. Hi havia 308 famílies de les quals 54 eren unipersonals (35 homes vivint sols i 19 dones vivint soles), 121 parelles sense fills, 125 parelles amb fills i 8 famílies monoparentals amb fills.
La població ha evolucionat segons el següent gràfic:
Habitants censats

### Habitatges
El 2007 hi havia 346 habitatges, 310 eren l'habitatge principal de la família, 15 eren segones residències i 22 estaven desocupats. 341 eren cases i 5 eren apartaments. Dels 310 habitatges principals, 247 estaven ocupats pels seus propietaris, 56 estaven llogats i ocupats pels llogaters i 6 estaven cedits a títol gratuït; 5 tenien dues cambres, 28 en tenien tres, 72 en tenien quatre i 205 en tenien cinc o més. 245 habitatges disposaven pel capbaix d'una plaça de pàrquing. A 133 habitatges hi havia un automòbil i a 160 n'hi havia dos o més.

### Piràmide de població
La piràmide de població per edats i sexe el 2009 era:
| Homes | Edats   | Dones |
| ----- | ------- | ----- |
| 0     | 95 o +  | 0     |
| 0     | 90 a 94 | 4     |
| 0     | 85 a 89 | 0     |
| 0     | 80 a 84 | 0     |
| 12    | 75 a 79 | 4     |
| 16    | 70 a 74 | 24    |
| 28    | 65 a 69 | 16    |
| 32    | 60 a 64 | 32    |
| 8     | 55 a 59 | 24    |
| 36    | 50 a 54 | 24    |
| 24    | 45 a 49 | 40    |
| 40    | 40 a 44 | 16    |
| 28    | 35 a 39 | 40    |
| 16    | 30 a 34 | 16    |
| 12    | 25 a 29 | 12    |
| 8     | 20 a 24 | 16    |
| 32    | 15 a 19 | 40    |
| 16    | 10 a 14 | 44    |
| 32    | 5 a 9   | 16    |
| 12    | 0 a 4   | 8     |

## Economia
El 2007 la població en edat de treballar era de 471 persones, 353 eren actives i 118 eren inactives. De les 353 persones actives 331 estaven ocupades (183 homes i 148 dones) i 22 estaven aturades (7 homes i 15 dones). De les 118 persones inactives 59 estaven jubilades, 25 estaven estudiant i 34 estaven classificades com a «altres inactius».

### Ingressos
El 2009 a Sainte-Cécile hi havia 319 unitats fiscals que integraven 838 persones, la mediana anual d'ingressos fiscals per persona era de 17.877 €.

### Activitats econòmiques
Dels 52 establiments que hi havia el 2007, 2 eren d'empreses alimentàries, 1 d'una empresa de fabricació de material elèctric, 4 d'empreses de fabricació d'altres productes industrials, 15 d'empreses de construcció, 12 d'empreses de comerç i reparació d'automòbils, 2 d'empreses de transport, 4 d'empreses d'hostatgeria i restauració, 4 d'empreses financeres, 5 d'empreses de serveis, 1 d'una entitat de l'administració pública i 2 d'empreses classificades com a «altres activitats de serveis».
Dels 15 establiments de servei als particulars que hi havia el 2009, 2 eren tallers d'inspecció tècnica de vehicles, 2 paletes, 3 guixaires pintors, 2 fusteries, 1 lampisteria, 2 electricistes, 1 perruqueria i 2 restaurants.
Els 2 establiments comercials que hi havia el 2009 eren floristeries.
L'any 2000 a Sainte-Cécile hi havia 48 explotacions agrícoles que ocupaven un total de 517 hectàrees.

## Equipaments sanitaris i escolars
L'únic equipament sanitari que hi havia el 2009 era una ambulància.
El 2009 hi havia una escola elemental integrada dins d'un grup escolar amb les comunes properes formant una escola dispersa.

## Poblacions més properes
El següent diagrama mostra les poblacions més properes.